# Kathleen Willey
Pour les articles homonymes, voir Willey.
Kathleen Willey était une bénévole à la Maison-Blanche qui, le 15 mars 1998, a allégué lors de l'émission télévisée d'informations 60 Minutes que Bill Clinton l'avait harcelée sexuellement, le 29 novembre 1993, pendant son premier mandat de président des États-Unis. Elle avait été citée à comparaitre comme témoin lors du procès de Paula Jones pour le harcèlement sexuel que Jones aurait subi de Bill Clinton.

## Réclamations
Selon Kathleen Willey, lors d'une rencontre dans la permanence du Bureau Ovale, Clinton l'aurait enlacée fermement, l'aurait embrassée sur la bouche, lui aurait caressé la poitrine et aurait ensuite placée sa main sur son pénis. Clinton a nié avoir harcelé Kathleen Willey. L'Administration Clinton a produit les détails de quinze lettres et douze messages téléphoniques que Willey avait envoyé à Clinton après l'incident présumé. Dans tous ceux-ci, elle était apparue amicale et cherchant à avoir plus de contact avec Clinton.
Selon le témoignage de Linda Tripp devant le Grand Jury (lors de la procédure d'impeachment), Willey aurait continué sa romance avec Clinton dès le début de son affectation à la Maison Blanche. Willey avait spéculé avec Tripp comment elle pourrait obtenir un rendez-vous avec le Président Clinton. Elle suivait régulièrement les événements auxquels Clinton assistait, portant une robe noire car elle pensait qu'il aimerait cela. Selon le témoignage de Tripp, elle s'est demandé si Clinton et elle pourraient s'arranger pour se rencontrer dans une maison à laquelle elle avait accès, sur « Chesapeake Bay ».

## Enquête et statut actuel
Le rapport final du Bureau Fédéral du Procureur Indépendant concluait que « Willey a donné des informations fausses au FBI sur sa relation sexuelle avec un ancien petit ami et a reconnu avoir menti quand les agents l'ont confrontée avec la preuve contradictoire. Après la reconnaissance de son mensonge par Willey, le Procureur Indépendant a consenti à ne pas la poursuivre pour des déclarations fausses à ce sujet. Selon le rapport du Procureur Indépendant, Robert Ray, la déposition de Willey lors de son témoignage au procès de Paula Jones différait de celui effectué devant le Grand Jury sur certains des aspects matériels de l'incident présumé. »
Selon un livre critique sur Clinton écrit par Candice E. Jackson, Tripp aurait déclaré à Larry King en février 1999 que Willey était « une personne honnête » qui « disait la vérité » quant au sujet d'avoir été harcelée sexuellement par Bill Clinton. Cependant, le témoignage de Tripp devant le Grand Jury diffèrera des déclarations de Willey quant aux avances sexuelles inopportunes.
Willey a eu une déclaration controversée concernant une déclaration faite au FBI selon laquelle elle était enceinte et qu'elle avait commis une erreur puisqu'elle ne l'a pas été.
En mars 2000, le Juge de la Cour Fédérale des États-Unis Royce Lamberth a jugé que le président Clinton avait « commis une violation criminelle » du « Privacy Act » de 1974 sur la vie privée en rendant publiques les lettres que Willey avaient écrites au Président même après l'incident présumé. Un jury de trois juges de la Cour d'Appel Fédérale des États-Unis a contredit plus tard cette décision, quoique Willey ait déposé plainte par la suite contre la Maison Blanche sur ce point.
Le 6 novembre 2007, le livre de Kathleen Willey Target: Caught in the Crosshairs of Bill and Hillary Clinton (littéralement : « Prise dans la mire de Bill et Hilary Clinton ») a été publié par World Ahead Media. Dans son livre, Willey a prétendu que lors du week-end du « Labour Day » de 2007 (c'est-à-dire lors de la Fête du Travail), sa maison avait été cambriolée, et que la seule chose qui ait été volée fut le manuscrit de son livre. Willey a déclaré qu'elle pensait que des individus ayant des liens avec Bill et Hillary Clinton étaient responsables de ce cambriolage. Elle a aussi déposé une plainte à la police. Media Matters a annoncé que, dans une interview du 7 novembre avec Sean Hannilty sur Fox News, Willey a contredit des informations de son propre livre. Kathleen Willey avait, en effet, affirmé, dans son livre, que deux jours avant sa déposition au procès de harcèlement sexuel « Paula Jones versus Clinton », Cody Shearer, le frère d'une collaboratrice de Clinton à la Maison Blanche, l'avait menacée, avait blessé son chat et menacé ses enfants. Durant l'entretien lors de l'émission télévisée The Sean Hannity Show, Willey déclara : « […] le FBI l'a vérifié, et ils ont noté ses excuses que, bien que n'étant pas allé chez Willey, son alibi, n'était pas contrôlable, pas plus en acier que contrôlable. » Alors que dans son livre elle avait écrit : « on m'a dit que Shearer avait un alibi 'hermétique' et 'en acier', mais une autre source m'a dit que c'était 'non contrôlable'. »
Le 22 septembre 2009, il a été révélé que Willey était un contrôleur de niveau 2 pour une société impliquée dans le Système de Remise d'Indemnités de Déplacement (des automobiles) aussi connue sous le nom de « Cash For Clunkers ». Le rapport a indiqué que, pour une mission d'une semaine, elle travaillait en réalité que 14 heures. Cependant, elle était payée sur la base de 37,5 heures. Son interview a été reprise par un article quotidien d'internet. Elle y disait que les contrôleurs de niveau 1 ne prêtaient pas attention à ce qu'ils faisaient et rejetaient un nombre important de demandes de négociants, les renvoyant parfois plusieurs fois.

## Vie personnelle
Le deuxième mari de Kathleen Willey, Edward E. Willey Jr., s'est donné la mort le 29 novembre 1993, le jour même où Willey aurait été harcelée sexuellement par Bill Clinton.
Kathleen Willey s'est remariée en novembre 1999 avec Bill Schwicker. De nouveau divorcée, elle travaille et réside dans le comté de Powhatan County en Virginie.